# Een dame uit de provincie

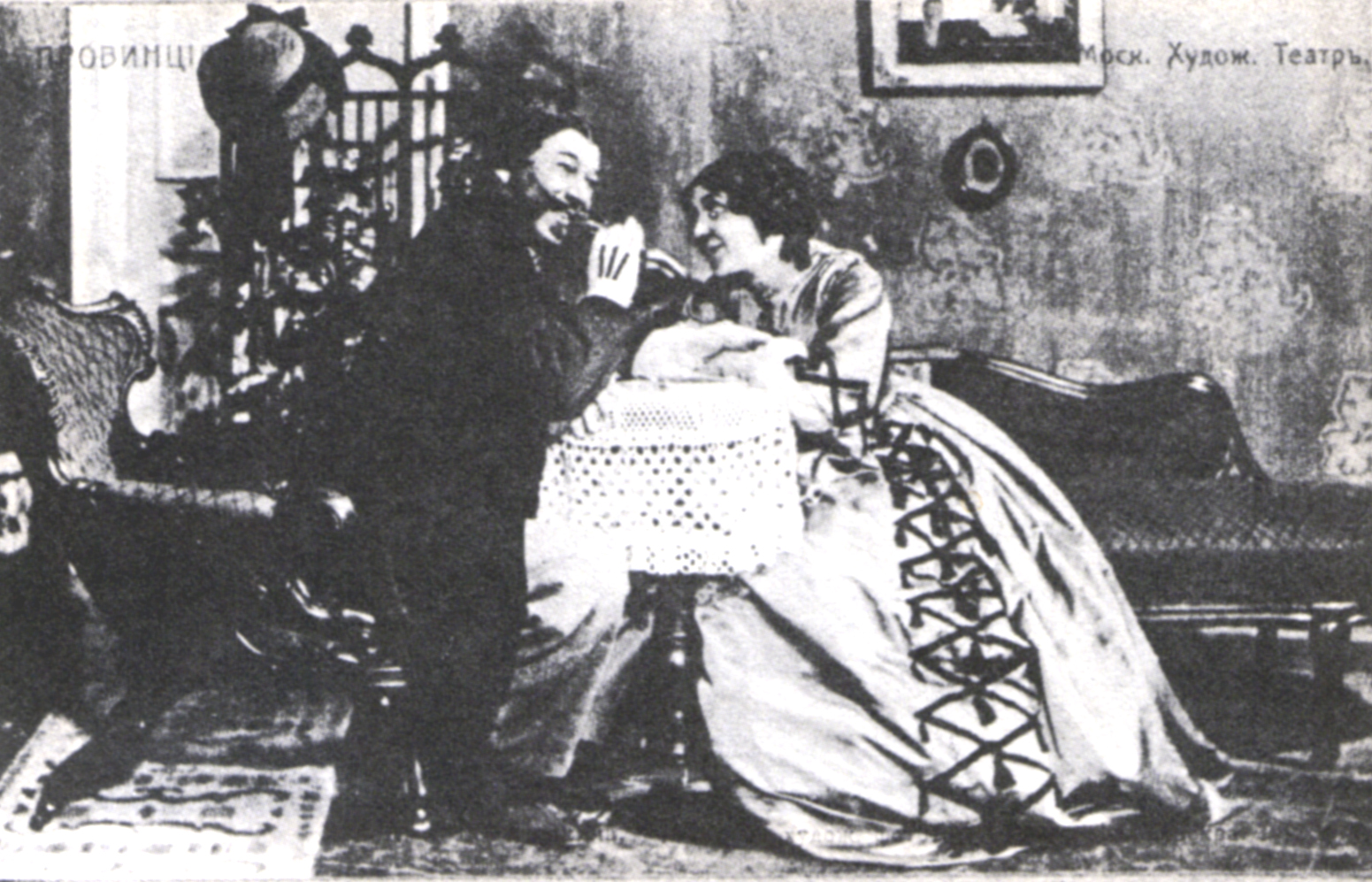
Konstantin Stanislavski en zijn vrouw Maria Lilina in "Een dame uit de provincie" in het Moskouse Kunsttheater in 1912

Een dame uit de provincie (Russisch: Провинциалка, Provintsialka) is een toneelstuk uit één bedrijf van de Russische schrijver Ivan Toergenjev. Het werd geschreven in 1850 en werd voor het eerst opgevoerd in januari 1851 tijdens een benefietvoorstelling voor de Russische acteur Michail Sjtsjepkin in het Malytheater in Moskou.